# 范致明
范致明（?—?），字晦叔，福建建安（今建瓯）人。北宋元符三年庚辰科（1100年）进士及第，登第二名榜眼（李崟榜），授侍制。因得罪权贵，被贬岳州，以宣徳郎督察岳州酒税。清《钦定四库全书》史部、地理类有致明编写的《岳阳风土记》，书虽只存一卷，但对郡县历史沿革、山川变化、古迹存亡考证详细。语言简洁，随事记载。轶闻逸事，广征博引，考据确凿，令人信服。在宋朝记录山川地貌、风土人情的书中，是难得的佳本。